# مشروع قانون الأمن العالمي
مشروع قانون الأمن العالمي كان مشروع قانون فرنسي قدمته النائبة أليس ثورو التابعة لحزب الجمهورية إلى الأمام! والنائب جان ميشيل فوفيرغ وتم طرحه للنقاش في الجمعية الوطنية بتاريخ 20 أكتوبر 2020 جرى تعديل اسمه إلى قانون الأمن الشامل والمحافظة على الحريات .
يطرح مشروع القانون تعزيز سلطات الشرطة البلدية، ومنع التقاط الصور بواسطة كاميرات المشاة، والطائرات من دون طيار ونشر صور ضباط الشرطة الفرنسيين. تسبب المشروع المدعوم من النقابات الشرطية الرئيسية، لانتقادات مختلفة من قبل الصحفيين والهيئات والجمعيات العامة الوطنية والدولية للدفاع عن الحريات العامة.
بناءً على طلب الحكومة، يخضع مشروع القانون للإجراء المعجل؛ ويجري فحصه في الجمعية الوطنية من 17 إلى 20 نوفمبر 2020.